# Halowe Mistrzostwa Czech w Lekkoatletyce 2005
Halowe Mistrzostwa Czech w Lekkoatletyce w 2005 – halowe zawody lekkoatletyczne organizowane przez Český atletický svaz, które odbyły się 19 i 20 lutego w Pradze. Po raz pierwszy rozegrano biegi sztafetowe 4 × 400 metrów, które zastąpiły (do 212) sztafetę 4 × 200 metrów.

## Rezultaty
| PB - rekord życiowy \| SB - najlepszy wynik w sezonie \| NR – halowy rekord kraju |

### Mężczyźni
| Konkurencja:              | 1. miejsce                                                            | Rezultat | 2. miejsce                                                    | Rezultat | 3. miejsce                                                       | Rezultat |
| Bieg na 60 m              | Jan Stokláska                                                         | 6,74     | Ondřej Kozlovský                                              | 6,78     | Tomáš Knebl                                                      | 6,85     |
| Bieg na 200 m             | Rudolf Götz                                                           | 21,37    | Jindřich Šimánek                                              | 21,80    | Ondřej Kozlovský                                                 | 22,13    |
| Bieg na 400 m             | Jaroslav Čech Jiří Mužík                                              | 47,44    | –                                                             | –        | Jan Hanzl                                                        | 48,14    |
| Bieg na 800 m             | Jaroslav Růža                                                         | 1:50,11  | Richard Svoboda                                               | 1:51,80  | Miroslav Kaplan                                                  | 1:52,50  |
| Bieg na 1500 m            | Vladimír Bartůněk                                                     | 3:48,72  | Tomáš Bednář                                                  | 3:53,07  | Jan Tománek                                                      | 3:55,66  |
| Bieg na 3000 m            | Michal Šneberger                                                      | 8:05,86  | Václav Janoušek                                               | 8:13,73  | Lubomír Pokorný                                                  | 8:17,14  |
| Bieg na 60 m przez płotki | Stanislav Sajdok                                                      | 7,75     | Petr Svoboda                                                  | 7,79     | Jan Čech                                                         | 7,89     |
| Sztafeta 4 × 400 m        | Slavia Praha Michal Uhlík Petr Šarapatka Rudolf Götz Jindřich Šimánek | 3:16,50  | TEPO Kladno Pavel Jiráň Aleš Veselý Miroslav Kaplan Jan Hanzl | 3:17,93  | AC Domažlice Michal Přáda Josef Štrámek Petr Szetei Petr Hatlman | 3:21,22  |
| Skok wzwyż                | Jaroslav Bába                                                         | 2,30     | Tomáš Janků Svatoslav Ton                                     | 2,21     | –                                                                | –        |
| Skok o tyczce             | Štěpán Janáček                                                        | 5,40     | Michal Balner                                                 | 5,15     | Aleš Hončl                                                       | 5,15     |
| Skok w dal                | Štěpán Wagner                                                         | 7,72     | Tomáš Pour                                                    | 7,70     | Petr Lampart                                                     | 7,66     |
| Trójskok                  | Milan Kovář                                                           | 15,66    | Jakub Hůrka                                                   | 15,37    | Libor Kantor                                                     | 15,02    |
| Pchnięcie kulą            | Petr Stehlík                                                          | 19,89    | Antonín Žalský                                                | 18,35    | Remigius Machura                                                 | 16,86    |
| Siedmiobój                | Aleš Hončl                                                            | 5574     | Jakub Chomát                                                  | 5333     | Milan Kohout                                                     | 5289     |

### Kobiety
| Konkurencja:              | 1. miejsce                                                                    | Rezultat | 2. miejsce                                                                  | Rezultat | 3. miejsce                                                                   | Rezultat |
| Bieg na 60 m              | Štěpánka Klapáčová                                                            | 7,42     | Tereza Košková                                                              | 7,51     | Denisa Ščerbová                                                              | 7,55     |
| Bieg na 200 m             | Kristina Bažatová                                                             | 24,53    | Jana Polívková                                                              | 24,63    | Lenka Ostravská                                                              | 24,79    |
| Bieg na 400 m             | Zuzana Hejnová                                                                | 54,08    | Jitka Bartoničková                                                          | 54,13    | Ivana Johnová                                                                | 56,92    |
| Bieg na 800 m             | Veronika Mráčková                                                             | 2:06,39  | Petra Lochmanová                                                            | 2:06,61  | Tereza Šedivá                                                                | 2:08,44  |
| Bieg na 1500 m            | Marcela Lustigová                                                             | 4:31,24  | Lucie Müllerová                                                             | 4:31,71  | Radka Holubová                                                               | 4:36,89  |
| Bieg na 3000 m            | Lucie Müllerová                                                               | 9:42,35  | Vendula Frintová                                                            | 9:43,34  | Irena Petříková                                                              | 9:47,51  |
| Bieg na 60 m przez płotki | Lucie Martincová                                                              | 8,15     | Petra Seidlová                                                              | 8,48     | Petra Walachová                                                              | 8,77     |
| Sztafeta 4 × 400 m        | USK Praha Veronika Plesarová Marcela Lustigová Lenka Ostravská Zuzana Hejnová | 3:49,10  | Slavia Praha Lucie Jašová Tereza Čapková Monika Táborská Jitka Bartoničková | 3:53,18  | Spartak Praha 4 Aneta Pecnová Jana Polívková Zuzana Němečková Lucie Koubková | 3:54,12  |
| Skok wzwyż                | Iva Straková                                                                  | 1,92     | Barbora Laláková                                                            | 1,89     | Oldřiška Marešová                                                            | 1,83     |
| Skok o tyczce             | Pavla Hamáčková                                                               | 4,30     | Šárka Mládková                                                              | 4,00     | Eliška Vaníčková                                                             | 3,90     |
| Skok w dal                | Denisa Ščerbová                                                               | 6,40     | Lucie Komrsková                                                             | 6,34     | Martina Darmovzalová                                                         | 6,20     |
| Trójskok                  | Šárka Kašpárková                                                              | 13,93    | Martina Darmovzalová                                                        | 13,87    | Gabriela Vaculová                                                            | 12,64    |
| Pchnięcie kulą            | Jana Kárníková                                                                | 15,83    | Klára Chytrá                                                                | 15,05    | Andrea Valešová                                                              | 14,99    |
| Pięciobój                 | Lucie Kostnerová                                                              | 3855     | Petra Šindelářová                                                           | 3737     | Hana Kavínová                                                                | 3595     |